# 生徒会探偵キリカ
『生徒会探偵キリカ』（せいとかいたんていキリカ）は著者・杉井光、イラスト・ぽんかん⑧による日本のライトノベル。講談社ラノベ文庫（講談社）より2011年12月から刊行されている。
メディアミックス展開としては、漫画版が『月刊少年シリウス』（講談社）にて2012年6月号より2015年5月号→Web漫画ページ『水曜日のシリウス』にて2015年4月23日から2015年11月25日までYUIの作画で連載され、シリウスKCより刊行された。2014年4月から2015年5月まで『水曜日のシリウス』にて、スピンオフ漫画『生徒会探偵キリカたちの日常』が福田直叶の作画にて連載された。また海外においては、尖端出版（台湾）より小説翻訳版が2012年11月より刊行されている。

## あらすじ
小説第1巻
牧村ひかげが高等部から編入学した白樹台学園は、中高併せた生徒数8000人という巨大学園であった。白樹台において、学園運営のかなりの部分は年間予算8億円の生徒会総務執行部により取り仕切られている。総務執行部のメンバーはわずか3人。女好きの暴君女生徒会長・天王寺孤徹、学園のマドンナ的存在の副会長・竹内美園、そして8億円の予算を差配する不登校児、会計・聖橋キリカ。有能だが曲者揃いの生徒会総務執行部であったが、キリカには会計の他にもう一つの特務役職、探偵があった。かくして、不本意ながら総務執行部入りを余儀なくされたひかげとキリカ達生徒会総務執行部、それを取り巻く人々との日々が始まる。果たしてひかげの学園生活はどのようになるのか、総務執行部では居場所を得られるのか。
小説第2巻
生徒会総務執行部の正式な書記となるためには、孤徹のライバル神林朱鷺子が議長を務める中央議会で人事案の承認を得なければならないひかげ。かつては孤徹の相棒の副会長として腕を振るった朱鷺子であったが、孤徹との間に何があって仲たがいしたのか。そして長らく欠員となったままの書記・広報の前任者はどんな人物だったのか。新キャラクター柏崎駿と神林薫も登場し、ひかげとキリカの総務執行部書記見習い庶務＆詐欺師、会計＆探偵としての日々はますます加速する。中等部の新入生を食い物にした詐欺事件、三つ巴の文実委員長選挙戦、そして生徒会室に隠された秘密とは。
小説第3巻
生徒総数8000人の白樹台学園も夏休み。正式に書記に就任したものの、期末試験の結果が思わしくなく追試に向け四苦八苦するひかげであったが、相変わらず総務執行部をそれを取り巻く面々により振り回される。期末試験でのカンニング疑惑が勃発したり、学園内のプールでファッションショーが始まったり事件が発生したり。おまけに海外留学から帰国したかつての生徒会広報・伊吹真央からはひかげに対し衝撃の指摘が。キリカとの探偵&詐欺師コンビもいよいよかみ合い、トネリコ棟もにぎやかに、白樹台の夏は暑く騒がしく過ぎていく。
小説第4巻
白樹台学園の二学期の始まり、それは体育祭シーズンのスタートでもある。狐徹も美園も、そしてキリカも白組のはちまきを締め、ここまで体育祭3年連続制覇中の強大な紅組 - 白樹台学園体育科の精鋭500名に勝負を挑む。数の上では7500名と圧倒的優位なはずの白組 - 体育科以外であったが、「学校行事だから全員参加が当然」との論理のもと、精鋭を繰り返し複数種目に投入してくる紅組には出場選手の平均レベルで後れを取っていたのであった。しかも今年の紅組総大将は、白組総大将狐徹とも渡り合える水準の切れ者、瀧沢瑠威那こと「魔王陛下」。 普段は反目しあう中央議会議長・朱鷺子も、監査委員会委員長・久米田郁乃もこの時ばかりは全面協力体制の中、体育祭の運営権限と予算3000万円を体育科から奪取することはできるのか。
小説第5巻
先祭 - 体育祭が終わった今、白樹台学園は後祭 - 文化祭に向けてますます盛り上がる。文化祭実行委員達は薫委員長の下、午後9時までの帰宅時刻延長を勝ち取るが、日暮れ後の学内のあちこちで怪奇現象の目撃報告が相次ぐ。背後にはどうやら怪談が苦手な生徒会探偵の介入を阻止しようとする思惑が潜んでいるようだが、キリカは隠された真実を見抜くことができるのか。その一方で、演劇部の王子様月島沙樹を渦の中心として、大人気の公演『ロミオとジュリエット』やミス白樹台コンテストのステージでひと騒動が。果たしてひかげはこれらのトラブルを無事収め、文化祭後に控える孤徹との戦いに臨むことができるのか。

## 登場人物
牧村ひかげ（まきむら ひかげ）
本作の主人公。白樹台学園高等部に編入学してきた少年。学年は高等部1年で普通科1年F組に在籍している。
クラスの隣の席の不登校児・キリカに届け物をするため生徒会総務執行部を訪れ、孤徹による強引な展開により総務執行部に入ることを余儀なくされる。総務執行部での当初の役職は庶務で、その実態は雑用係であったが、小説第2巻ラストで書記への登用願につき中央議会の承認が得られ、正式に書記に就任した。
アクの強い総務執行部の面々や総務執行部に様々な難題を持ち込んでくる人々に振り回されるが、その中でひかげ自身気付いていなかった能力を発揮していくことにもなり（本人以外はひかげの能力について「詐欺師」と評している）、活躍につれて周囲のひかげを見る目も変化していくことになる。総務執行部の対抗組織である監査委員会・中央議会のそれぞれトップである郁乃と朱鷺子も、ひかげをあなどりがたい人物と認識しており、小説第3巻時点では「潜在能力的には孤徹と同等かそれ以上」との趣旨で郁乃に評されている。
家族構成としては、両親の他に大学生の姉のひなたがいる。ひなたは白樹台学園転入学前のひかげと対照的なハイパフォーマーで、できの良い姉と比較されてしまうことがひかげの白樹台学園転入の動機となった。白樹台学園内の学生寮「トネリコ棟」に入寮しているが、これは前述の姉との比較からの逃避目的で「奨学生として入学可能でかつ寮がある学校」との選択基準で進学先を選んだ結果である。入学後のひかげは中高一貫のカリキュラムについていけないなど学業面では苦戦している。
ひかげの名の漢字表記は「日影」であるが、作中での表記は基本的に「ひかげ」で統一されているため、本記事における記述も「ひかげ」で統一する。
聖橋キリカ（ひじりばし キリカ）
本作のヒロイン。生徒会総務執行部会計にして不登校児。大きなリボンと首に巻きつけた腕章が特徴。ひかげと同じ普通科1年F組在籍である。自身の容姿が幼いことを気にしており、バストがAカップであることを指摘されると激怒する。かつては駿から理想の対象と評価され、現在でも郁乃に下着を奪われてはコレクションにされると日々苦労している。
教室には全く顔を出さず、生徒会会計室をその住処としている。不登校児ではあるが成績はよく、小説第3巻第1節での1学期期末試験の結果では普通科での学年順位200名中6位となっており、ひかげをして「真面目に勉強するのが…」と嘆かせた。8億円にものぼる生徒会予算の管理については自信をもっており、年度予算案については実質キリカが1人で編成している。お菓子が大好きな偏食家でよく大量の袋菓子をひかげに買い走りさせている。
総務執行部役員として会計の他にもう一つの特務役職「探偵」を持っており、学園内で起きた事件の解決をも手がけている。総務執行部役員は役員腕章の常時着用が会長の孤徹により義務付けられているが、キリカの腕章は「会計」と「探偵」の2つを繋げたものを首輪のように巻く形となっており、普段は「総務執行部 会計」の腕章部分が、探偵活動時は「総務執行部 探偵」の腕章部分が身体の正面に回される。作中の描写においては、探偵としてのキリカはすべての事件を解決している。
総じて他人との係わり合いを避ける傾向が強いが、ひかげに対してはかなり強い関心を持っていると見られる描写が随所に見られる。
キリカの姓の「聖橋」については、作者の杉井が小説第2巻あとがきにおいて「御茶ノ水駅近辺の神田川に架けられた聖橋に由来する」旨を記している。
天王寺狐徹（てんのうじ こてつ）
生徒会総務執行部の会長（腕章の記載は「総務執行部 代表」）。
本人曰く女性同士の関わりを愛でるタイプの「レズ」らしく、本気で同性に愛を誓う「ガチレズ」とは一線を画している模様。バストはDカップであると美園から指摘されており、ミスコンに水着審査や下着審査を取り入れようとするなどの己の肉体にも自信をもっている。
白樹台学園の生徒会長を中等部1年時から4年4期連続して務めており、これは白樹台学園でもかなり異例のことである（中等部在籍時に生徒会長となること自体、孤徹を含めて過去に3例しかない）。黒髪のツインテールの髪型に目つきは鋭く、かなりの横暴さで生徒からは恐れられているが、これまでの総務執行部としての施策は基本的に的を射たものであり、生徒会長としての手腕は大多数の生徒に評価されている。それは孤徹が出馬した過去4回の生徒会長選のいずれもが圧勝であったことにも現れている。一般生徒の「動物園のライオンは人気者だが誰も自分で触りたいとは思わない」という孤徹評が、人となりを端的に表していると言える。武術の達人で、12歳時に道場主である父親との勝負に勝った。学園内においても、左手1本のみ使用というハンデを与えながら数十人の襲撃者を軽くあしらったりもしている。
ひかげに対しても基本的に通常通りの強引な態度で接しているが、その実高く評価している描写が随所に見られる。小説第3巻第5節において真央によりひかげの内心面の指摘がなされた際も「それは楽しみ」とむしろ歓迎するような描写がなされた。
学年は高等部2年で、ひかげの1学年上である。理数科（いわゆる特進クラス）に在籍している。
竹内美園（たけうち みその）
生徒会総務執行部の副会長（腕章の記載は「総務執行部 副代表」）。
ヨーロッパ系のハーフでアッシュブロンドの髪、琥珀色の瞳でモデル体型という美形であり、学園のマドンナ的存在で生徒の間での人気も高い。Jカップという圧倒的なバストを誇り、キリカのAカップとの比較で牛乳に関わる組合と称されている。
高等部からの編入学者であり、1年前の前回生徒会長戦時に孤徹からペアとなる副会長候補として勧誘され、当選して副会長の座についた。総務執行部役員としては有能であり、柔らかな物腰による応対で学園内に無数にある各種委員会・クラブなどとの予算折衝などの難タスクもさらりとこなす。また、その言動から反発を招きやすい孤徹と対照的に、学園教職員サイドからの受けもよい。
「実は腹黒」（ひかげ談）であるが、その本性は総務執行部メンバー以外にはあまり知られていない。ひかげとキリカの教室での席が隣になったのも、ひかげが生徒会室を訪れる状況を作ろうと裏で美園が手を回したものであることが判明した。同様の手回しは作中の随所で見られ、小説第3巻においては美園自身がこれらについて「謎の権力」と称するまでになっている。ひかげに対しては当初から「病的」（ひかげ談）な執着をみせており、積極的に好意を表明する言動を示しているが、アプローチの結果、ひかげにはかえって引かれてしまう結果になっている。
ひかげの姉のひなたは美園の中学時代の先輩であり、ひかげのことはひなたから情報を仕入れて当初からかなりの関心を持っていた。現在でもひなたとの交流はある模様。
現任の副会長として孤徹を支える立場を務めているが、孤徹政権の黄金期メンバー（孤徹・朱鷺子・キリカ・駿・真央）ではないことについて一種の疎外感を味わっていると読み取れる描写やエピソードも小説第2巻・第3巻において見受けられる。
ひかげの1学年上の高等部2年生で普通科に在籍している。
久米田郁乃（くめた いくの）
生徒会監査委員の委員長。孤徹とは対立関係にある。
派手なウェーブのかかった茶髪の眼鏡っ子で、いたずら好きなキツネを思わせる目をしている。レズッ気があり、キリカや美園に対してのセクハラ描写も作中に見られる。
言い回しに関西系の特徴が見受けられる。孤徹によると監査委員となったのも「関西委員」と勘違いして、委員長として委員に関西弁を教えるためとのことである。
ひかげに対しては、総務執行部入り直後の時点ではさほどの評価をしておらず、単純に手駒としての位置づけで「監査委員に入らないか?」と勧誘するなどしていた。その後ストーリーの進行により、ひかげがあなどりがたい能力を秘めていることが判明するにつれ評価も改まり、小説第3章第4節では「（ひかげが）能力を発揮すると孤徹がもう一人できるようなもの」との高い評価をしている。要注意人物として監査委員会や傘下の風紀委員会のひかげへのマークも厳しくなってきている。
孤徹や美園と同学年の高等部2年。
神林朱鷺子（かんばやし ときこ）
生徒会中央議会の議長。孤徹とはライバル関係にある。
孤徹と小学生時代からの知り合いで、かつては生徒会長孤徹の相棒の副会長として学園運営に腕を振るっていたが、自身が発案し新たに設立した中央議会議長に就任するのと相前後して孤徹と袂を分かち、ライバル関係となった。ロングの黒髪を額で切りそろえた時代劇のお姫様のような容姿で、生徒の間での人気も高く「姫」「姫様」との通り名で呼ばれることもある。美園と同様に、学園教職員サイドにおける評価も高い。
ひかげに対してはかなり意識しており、ひかげとの会話中に赤面したりする描写が随所に見られる他、小説第2巻第3節における薫の発言によると「ねえさまは最近家ではひかげさんの話ばかりしている」とのこと。小説第3巻第1節では寮のひかげの部屋を私服で訪問し、小説第1巻第3節で制服で訪れた時以上の反響を寮にもたらした（「（朱鷺子の）私服姿など初めて見た」「化粧に気合が入っている」等）。また、能力的にもひかげを早い段階から高く評価している。郁乃と同様に当初ひかげを中央議会に勧誘もしているが、後に取り消した。
学年は高等部2年で理数科に在籍している。
神林薫（かんばやし かおる）
小説第2巻より登場した中等部1年生。普通科に在籍しているが、2学期からの理数科への転科が決まっている。
姉の朱鷺子を「ねえさま」と呼ぶ。容姿的には一文字に切りそろえたおかっぱ頭で顔つきは朱鷺子に似ており、2人が並ぶと血縁関係にあることは明白である。朱鷺子を慕っており白樹台学園に入学したのも朱鷺子を追ってのことである（小説第2巻第2節における孤徹談）。白樹台学園入学前から、朱鷺子を通じて孤徹やキリカとも面識があった。
朱鷺子からひかげの事を聞いて興味を持ち、初対面時からかなりの好意を持ってひかげに接してくる。生徒会役員にあこがれており、編入学後すぐに（庶務の雑用係とはいえ）総務執行部入りしたひかげに憧れを持っている。その後ストーリー上ひかげと共に行動したことにより尊敬の念はますます高まっている。本人に悪気はないものの発言には結構身も蓋もないストレートな内容がままあり（例：ひかげに向かって「せんぱいみたいに億単位で（文化祭の出し物の予算を）むしりとります!」と言う）、相手が傷ついていることも多い。
中学1年生ながらポテンシャルとしてはかなりのものを秘めており、特に人前に出たときの能力は高くひかげに「スポットライトを浴びるように生まれついた人種」と評された。
小説第2巻第4章での文化祭実行委員会（文実）次期委員長選挙の結果実行委員長に当選し、前期からの幹部（辻堂・伊藤・長峰の3名）および総務執行部のサポートを受けつつその任をこなしている。また、文化祭が一段落した時点での総務執行部広報への就任も内定状態にある。
柏崎駿（かしわざき しゅん）
小説第2巻より登場した前任の総務執行部書記の高等部3年生で理工学科在籍。容姿端麗の美男子であり女子生徒からの告白も多数有るが「趣味から外れているため全て断っている」（本人談）。
ストーリー開始時前年秋の書記退任以降も総務執行部の活動を手助けしていたが、高等部3年への進級と合わせて受験勉強に専念するとの理由で完全に生徒会を退いた。
書記という役職ながら、業務内容の実態としてはひかげと同じ雑用的なものが多かったようで、小説第1巻第3節で朱鷺子がひかげと初めて対面した際に「（ひかげの現在やっている洗い物などは）実質書記業務だ」との発言があった。料理の腕はプロ級（孤徹談）であり、偏食が激しいキリカも駿の作った料理は食べる。総務執行部役員としての能力は孤徹以下の現任役員すべてが「有能である」と評価している。
男子生徒であるが、その趣味嗜好により孤徹には男性枠としてはノーカウントにされ、美園は「ひかげさんとは絶対に引き合わせない!」と評し、料理で世話になったはずのキリカも「駿には絶対に近づくな!」と駿の趣味嗜好については著しい低評価である。
作中では初登場時を含め、生徒会探偵の扱う事件の調査協力者的な動きをするケースが多い。
伊藤（いとう）
白樹台学園IT部長の高等部2年生で情報学科在籍。作中での登場は小説第1巻第6節が最初であるが、この時は「IT部長」としての登場であった。「伊藤」という姓が判明したのは小説第2巻第3節で文化祭実行委員会幹部としてである。名については小説第5巻まででは記述されていない。
手入れが行き届いていない髪に大きな黒縁眼鏡で慢性的な睡眠不足により目の下には隈ができているという外見である。IT部では部長、文化祭実行委員会では幹部の任を負っているが人望はない。小説第2巻第3章・第4章における文実次期委員長選挙では総務執行部（孤徹陣営）が押す候補であったが選挙戦では劣勢を強いられ、小説第2巻第4章においては身内であるIT部員達からも口々に「部長は人望が無い」「投票するのは他の候補よりましと思った人だけ」との趣旨の発言をされていた。選挙の結果誕生した薫委員長体制においても幹部の一人として体制を支えている。
小説第3巻第2節ではキリカ・ひかげが依頼を受けた探偵案件の協力者として依頼の遂行に助力するが、その結果継続して好意以上のものを持ち続けている人物がいることが判明した。ただし伊藤本人はそのことを認識していない。
上述の件も含め、生徒会探偵の扱う事件の調査協力者としての立ち位置での描写が多く見られる。
長峰楓花（ながみね ふうか）
小説第2巻第3節より登場した文化祭実行委員会幹部の高等部2年生で体育科在籍。風紀委員長も務めている。
風紀委員会は監査委員会管轄下にあることもあり、小説第2巻第4節では監査委員長の郁乃からは「自慢の切り込み隊長」とひかげに紹介されており、楓花も郁乃に心酔している。外見的には後ろで一本高く結った髪型であり、冷徹さを感じさせる無表情である。性格的にはかなりの潔癖症であり男女の交際の行き過ぎには否定的な立場をとっており、自身がヘッドである風紀委員会も併せる形で「ぴゅあぴゅあ」と評されている。ただし自身の交際経験値は少なく、小説第3巻第1節における描写ではひかげとのやりとりで過剰に意識し赤面していた。
小説第2巻第3節・第4節における文実次期委員長選挙では監査委員会（郁乃陣営）が押す候補であったが、掲げるぴゅあぴゅあ路線の文化祭プランから「支持者はいるが反発する者も多い」状況であった。選挙の結果誕生した薫委員長体制においても幹部の一人として体制を支えている。
体操の選手であり、小説第4巻第4節の応援合戦では、ウエディングドレスを着ての体操技披露で会場を大いに盛り上げ、当初白組圧勝と思われていた応援合戦の勝敗の行く末をかなり際どいものとした。
辻堂（つじどう）
小説第2巻第3節より登場した文化祭実行委員会幹部の高等部2年生。「デ部」部長も務めている。小説第5巻までにおいて姓のみが判明しており、名は作中で記述されていない。
体重126kgの巨漢で「重戦車」との異名をとっている。部長を務める「デ部はがんがん食ってがんがん寝て体重を増やす部活」であり、増えた体重を支えるため足腰を鍛えなければならないから体育系の部活である（いずれも本人談）。
小説第2巻第3節・第4節における文実次期委員長選挙では中央議会（朱鷺子陣営）が押す候補であり、掲げるパワフル路線の文化祭プランには反発が多いものの、他の候補のマイナス材料がそれを上回っていたため相対的な最有力候補と目されていた。選挙の結果誕生した薫委員長体制においても幹部の一人として体制を支えている。
伊吹真央（いぶき まお）
小説第3巻第5節で登場した前任の総務執行部広報。小説第2巻第1節における美園の話により海外留学のため総務執行部を辞したことが明かされていた。
本作ストーリー開始前の高等部2年在籍時秋に「目指す女子アナウンサーとなるには留学経験があると有利だが、大学（慶應義塾大学法学部を志望）には4年間通って人脈を深めたい」との理由でアメリカに留学し、1年後の夏休み中に帰国し総務執行部を訪れた。真央の訪問時に唯一生徒会室在室であったひかげにより「高校生とは思えない大人びた女性で艶かしさがある」と評されているが、同時に「外見だけならスーツを着ればすぐにでも女子アナだが、（ひかげへのエセ占い3連発など）人の話を聞かなそうな変人では無理」と評されている。
帰国時には高等部3年相当であったが、白樹台学園を退学し受験勉強に専念することが判明した。洞察力は鋭く上述のひかげの「女子アナは無理」との評を察知した他、真央の退学を知った孤徹に（総務執行部役員としての接点の無かった美園・ひかげ・薫の3名、特にひかげが真央を「エセ占い師」と誤解したままにならないよう）「本当の占い」を見せるよう求められ、ひかげの心中の孤徹への対抗心を指摘した。
小説第5巻までの登場人物のうちで、真央のみが唯一ひかげのことを常時「日影」と呼んでいる。

## 用語
白樹台学園（はくじゅだいがくえん）
中高合わせて生徒総数8000名、クラブ数300超で全国大会常連の部も多数ある架空のマンモス校である。基本的には中高一貫教育を行っているが、外部から高等部への編入学も生徒数に対し総数の1%に満たない程度の人数ながら受け入れている。白樹台学園には全部で14の学科があり、小説第4巻終了時点までに個別に在籍生徒や教員が描写された学科は普通科・音楽科・理工学科・芸能科・情報学科・体育科である。判明している在籍者数は普通科約1200名、音楽科約400名、体育科約500名である。
本作ストーリー開始時の4年前に孤徹が生徒会総務執行部代表に当選して以来、生徒会（総務執行部）による学園運営体制が年を追うごとに強化されてきている。中央議会の創設も、総務執行部の活動内容の承認権限を生徒総会から委譲したという意味では、総務執行部の活動の縛りを弱めるものである。
キリカが白樹台学園に入学したのは、当時白樹台学園の理事を務めていたキリカの母のつてであることがキリカ自身により語られている。なお、ストーリー開始時点においては当該理事の職はキリカの父に引き継がれている。
作者の杉井は白樹台学園を生徒総数8000名の大規模な学園とした理由について「監査委員会が必要となるような巨額の予算が動くには、学園の規模は巨大でなければならない」との趣旨で触れている。
総務執行部
通常の場合「生徒会」と呼ばれる生徒会の業務執行組織。年に1度の選挙で会長と副会長のペアを選出し、選出された会長と副会長が会計・書記・広報の役員を任命する。ここまでの生徒会役員（最大5名）は必要に応じ補佐役を任命することが可能となっており、ひかげは当初この制度により孤徹により総務執行部庶務に任命された。
本作ストーリー開始時点での会長は天王寺孤徹、副会長は竹内美園、会計は聖橋キリカ。書記と広報は空席となっており、前任書記は柏崎駿、前任広報は伊吹真央であった。また、小説第2巻第5節にてひかげが正式に書記に就任した。
神林朱鷺子はかつては副会長（孤徹政権第1 - 3期）として会長の孤徹をサポートしていたが、中央議会設立と前後して袂を分かった。美園はその後任副会長（孤徹政権第4期・現任）となる。
生徒会の年間活動予算は8億円であるが、総生徒数8000名で割ると1名あたり10万円であり、300超あるクラブの運営費や学園内の一部施設の運営費も生徒会予算にて賄われていることから、必ずしも資金面で余裕があるわけではない。
監査委員会
監査委員会は生徒会の一部門であり、久米田郁乃が委員長を務めている。
主な職務は生徒会活動のチェック、とりわけ総務執行部の業務運営の監査であり、会計監査も含まれる。生徒会予算の口座は監査委員会の管理下にあり、予算支出の支払いも監査委員会の承認を得て初めて実行できる。また、会長以下総務執行部役員への解任請求権も監査委員会が有しており、そのためヘッドである郁乃は総務執行部、特に孤徹とは事あるごとに火花を散らす関係である。
監査委員会本体の他風紀委員会なども監査委員会の傘下となっており、その権限と業務内容も相まって学園内部における勢力は大きい。朱鷺子傘下の中央議会設立までは、学園において孤徹総務執行部のほぼ唯一の対抗勢力であった。
中央議会
朱鷺子在籍時の総務執行部により設立された組織で、生徒総会の一部の権限を移して業務執行のスピードを上げることを設立目的としたものである。当初孤徹は朱鷺子を中央議会議長兼副会長とするよう構想していたが、中央議会立ち上げ時に朱鷺子は孤徹と袂を分かち、専任の議長となった。ヘッドである朱鷺子と孤徹の確執により、総務執行部の第2の対抗勢力となっている。ひかげはこの状態を「みごとな三権分立」と評している。
議会の重要ポストは朱鷺子以下女子で占められているが、朱鷺子曰く「よくわからないのだけれども男子は怖がって近寄ってこない」ためであり、総務執行部の使いとしてひかげが朱鷺子の議長執務室にいた際には、執務室に入室してきた議員の女生徒に大変驚かれていた。
中央議会は総務執行部と同じ校舎の同一フロアに位置しているが、互いに行き来するためには校舎の回廊をほぼ半周しなければならず、距離がある。
文化祭実行委員会
白樹台学園の文化祭「御白穂祭（おしらほまつり）」を運営する委員会。通称「文実」。
御白穂祭は学園規模に比例した大規模なものであり、その準備も1年がかりであるため文実も常設の委員会となっている。委員数は200名超と白樹台学園の組織でも最大規模を誇り参加希望者も多いが、これは文化祭の出店者が全て有志によるものであり、企画内容その他によって配分される予算額にも影響することから出店希望団体が予算獲得のため委員を送り込むという構図によるものである。
実行委員長は予算配分にも権限がおよぶため、学園内の各勢力が推薦する人物を委員長に据えようとすることから次期委員長選挙は「生徒会長戦の前哨戦」との意味合いも帯びている。昨年度までは総務執行部（孤徹陣営）と監査委員会（郁乃陣営）の一騎討ちであったが、今年度からは中央議会（朱鷺子陣営）も加わり三つ巴となった。
選挙の結果として今年度の委員長は中等部1年生ながら神林薫が就任、対立候補であった前年度幹部3名がそれをサポートする体制となった。

## 制作背景
著者の杉井曰く「巨大学園生徒会もの&高校を舞台とした探偵もの」。杉井は「自分の高校生活の約半分を注いだ生徒会活動はいつか作品で描写してみたいと考えていた」との趣旨で執筆の狙いを述べ、「高校生の探偵の話は既に他社で書いているものの、その作品では最近さっぱり学校に行っていないので高校の話は書けていなかった」とも述べている。杉井はまた、舞台となる白樹台学園の各機関（総務執行部・監査委員会・中央議会等）は自身の出身高校に存在したものをモデルにしていると述べ、作中で描写される学校行事についても同様であるとしている。
講談社ラノベ文庫担当編集者へのインタビュー記事では「文庫創刊にあたって杉井先生に執筆を依頼した際にはファンタジーものであったはずが、いつの間にかこうなっていた」との趣旨で本作について語られている。これについては杉井自身も同様の趣旨のことを述べている。

## 評価
北日本新聞の書評欄において本作が取り上げられており「少年向けの青春小説の第一人者として活躍する著者による、ミステリータッチの学園ラブコメディー」として紹介されている。また、漫画版連載開始を紹介した記事においては、本作は「変わり者が集う生徒会を舞台にした学園ラブコメ」と評されている。さらに、「引きこもりのヒロインが不器用な形で自らのレゾン・デートルを学園という世界に問いかける姿が切ない。作者のテイストを踏まえつつ新境地を開く本作に期待」「総務執行部の女性陣3人のボケにツッコミを入れ続ける主人公という構図のテンポがよい」との趣旨で本作は評されてもいる。講談社ラノベ文庫編集者へのインタビュー記事においては、「キャッチフレーズ『ハイテンション学園ラブコメ・ミステリー』のとおり、テンポ良い会話のやりとりと謎解き的な面白さが本作の魅力」との趣旨で語られている。

## 既刊一覧
小説第3巻とコミック第1巻は同時発売であり、一部書店では同時購入者に対して本作のオリジナル特典グッズの配布を行った。小説のみ、コミックのみの購入者に特典グッズを配布した書店もある。
また、小説第4巻・コミック第2巻も結果として同時発売（2013年6月7日付）となり、これを機としたキャンペーンが行われている。

### 小説
講談社ラノベ文庫より刊行。他に尖端出版（台湾）より2012年11月より翻訳版が刊行されている。
| タイトル | タイトル           | 発売日        | ISBN              |
| -------- | ------------------ | ------------- | ----------------- |
| 1        | 生徒会探偵キリカ1  | 2011年12月2日 | 978-4-06-375204-5 |
| 2        | 生徒会探偵キリカ2  | 2012年3月30日 | 978-4-06-375229-8 |
| 3        | 生徒会探偵キリカ3  | 2012年10月2日 | 978-4-06-375259-5 |
| 4        | 生徒会探偵キリカ4  | 2013年6月7日  | 978-4-06-375305-9 |
| 5        | 生徒会探偵キリカ5  | 2014年1月31日 | 978-4-06-375355-4 |
| 6        | 生徒会探偵キリカ6  | 2015年6月2日  | 978-4-06-375372-1 |
| 7        | 生徒会探偵キリカS1 | 2019年12月2日 | 978-4-06-517170-7 |

### 漫画版

#### 生徒会探偵キリカ
『月刊少年シリウス』にて2012年6月号から2015年5月号まで連載し、2015年4月23日から2015年11月25日まで『水曜日のシリウス』にて連載。原作は杉井光、漫画はYUI、キャラクター原案はぽんかん⑧。単行本はシリウスKCより刊行されている。
表現するメディアの違いからストーリーの展開に若干の変更が加えられているものの、ほぼ小説の内容に沿った形での漫画化である。一方で、作画のYUIにより漫画版オリジナルのエピソードが挿入されてもいる。ストーリー進行としては、単行本第2巻までの時点で朱鷺子が未登場であるなど、小説第1巻の半ばまでに相当するものとなっている。
原作者の杉井は連載開始号である6月号巻末の作者コメントにおいて「読者気分で毎号楽しみにします」との趣旨のコメントをしている。また、小説第3巻あとがきにおいては「異例の早さで漫画化が決まったため、連載準備に入った時点では原作は1巻分しかなくYUIさんの苦労が偲ばれる」との趣旨のコメントをしている。
| タイトル | タイトル          | 発売日         | ISBN              |
| -------- | ----------------- | -------------- | ----------------- |
| 1        | 生徒会探偵キリカ1 | 2012年10月2日  | 978-4-06-376361-4 |
| 2        | 生徒会探偵キリカ2 | 2013年6月7日   | 978-4-06-376396-6 |
| 3        | 生徒会探偵キリカ3 | 2013年12月27日 | 978-4-06-376434-5 |
| 4        | 生徒会探偵キリカ4 | 2014年4月9日   | 978-4-06-376459-8 |
| 5        | 生徒会探偵キリカ5 | 2014年11月7日  | 978-4-06-376497-0 |
| 6        | 生徒会探偵キリカ6 | 2015年4月9日   | 978-4-06-376538-0 |
| 7        | 生徒会探偵キリカ7 | 2015年7月9日   | 978-4-06-376555-7 |
| 8        | 生徒会探偵キリカ8 | 2016年7月8日   | 978-4-06-376582-3 |
| 9        | 生徒会探偵キリカ9 | 2016年7月8日   | 978-4-06-390610-3 |

#### 生徒会探偵キリカたちの日常
「水曜日のシリウス」で2014年4月から2015年5月まで連載。原作は杉井光、漫画は福田直叶、キャラクター原案はぽんかん⑧。
| タイトル | タイトル                    | 発売日        | ISBN              |
| -------- | --------------------------- | ------------- | ----------------- |
| 1        | 生徒会探偵キリカたちの日常1 | 2014年11月7日 | 978-4-06-376511-3 |
| 2        | 生徒会探偵キリカたちの日常2 | 2015年4月9日  | 978-4-06-376544-1 |
| 3        | 生徒会探偵キリカたちの日常3 | 2015年7月9日  | 978-4-06-376557-1 |

### その他
著者は天王寺狐徹。講談社ラノベ文庫より刊行。小説ではなく、孤徹が説く政治の入門書。
| タイトル | タイトル                                                             | 発売日        | ISBN              |
| -------- | -------------------------------------------------------------------- | ------------- | ----------------- |
| 1        | 天才美少女生徒会長が教える民主主義のぶっ壊し方 生徒会探偵キリカ 番外 | 2019年12月2日 | 978-4-06-517875-1 |